# 영근 (승려)
영근(令斤, ?~?)은 백제의 승려이다.

## 생애
백제 위덕왕 시기인 588년에 혜총(惠聰), 혜식(惠寔) 등과 함께 석가의 유골인 불사리를 가지고 왜에 다녀왔다.